# Чарыков, Валерий Иванович
Вале́рий Ива́нович Чары́ков (8 [20] сентября 1818, Пенза — 23 февраля [6 марта] 1884, Москва) — минский губернатор, тайный советник, писатель.

## Биография
Происходил из дворян Шацкого уезда Тамбовской губернии, где род Чарыковых владел поместьями и вотчинами, упоминаемыми в документах XVII века. Родился 8 (20) сентября 1818 года и был восьмым ребёнком в семье Ивана Андреевича Чарыкова (1768—1831) — подполковника артиллерии, затем прокурора в Пензенской губернии; причислен к дворянству Пензенской губернии в 1819 году. Мать — Варвара Ивановна Нечаева. Его крёстным отцом был пензенский губернатор М. М. Сперанский.
С 11 лет учился в Павловском кадетском корпусе, который окончил в 1837 году — первым, с производством в прапорщики. Служил в Измайловском лейб-гвардии полку. В 1838—1839 годы был командирован в отдельный Кавказский корпус, в делах против горцев около Новороссийска был ранен. В 1842 году по собственному желанию был переведён капитаном в Томский егерский полк, затем служил адъютантом Виленского генерал-губернатора Ф. Я. Мирковича с переводом в Александрийский гусарский полк.
В Валерии Ивановиче рано обозначились отличительные черты, характеризующие всю его деятельность: неустанная работа, направленная к самообразованию и ознакомлению с западноевропейскою жизнью, и стремление ввести в России те, преимущественно технические, культурные, усовершенствования, которые им наблюдались на Западе. В этом отношении В. И. может быть причислен к группе людей 40-х годов, следовавших «западническому» направлению.
Состоя ещё на военной службе, он совершил несколько, не лёгких в то время, путешествий за границу, объехав Германию, Францию, Англию, Австрию и Италию, а также Мексику, где он болел жёлтой лихорадкой, и Соединённые Штаты Сев. Америки, откуда он подал просьбу об отставке (в 1845 году). Равным образом В. И. посетил северную Персию, Алжир, Египет, где видел знаменитого хедива Махмеда-Али, и был два раза в Иерусалиме. Впоследствии он, ездя обыкновенно каждый год за границу, ознакомился подробно с бытом почти всех европейских государств, включая Испанию. Перейдя в гражданскую службу, Чарыков состоял чиновником особых поручений при графе В. Ф. Адлерберге, министре Императорского Двора, начальствовавшем также над Почтовым и Удельным ведомствами. В 1849 году В. И. был пожалован в звание камер-юнкера. Испросив поручение обревизовать почтовые учреждения Сибири, В. И. изъездил этот край в 1846 году и побывал в Камчатке и Кяхте. По возвращении в Петербург он напечатал в Известиях Русского Географического Общества 1850 г. «Заметки о торговых путях в Восточной Сибири», указывая на желательность развития пароходства в Обском бассейне и на способы улучшения нашей торговли с Китаем. 11-го января означенного года он был избран действительным членом Географического Общества, по отделению этнографии. Проездом в 1852 году в Оренбург В. И. познакомился, в окрестностях Самары, с известным землевладельцем Д. А. Путиловым и в том же году женился на его единственной дочери, Аделаиде Дмитриевне.
Во время Крымской войны Чарыков был полевым почт-директором Крымской армии и под конец кампании заболел тифом в Симферополе. От этой болезни он никогда вполне не оправился.
С началом царствования Александра II для деятельности В. И. открылось широкое и благодарное поприще. В 1857 году он был командирован Департаментом уделов в Голландию, Бельгию и Францию для ознакомления с улучшенными способами добывания торфа в целях применения к разработке оного в России. Изучив основательно эту отрасль промышленности и представив председателю Департамента уделов М. Н. Mуравьеву отчёт, встретивший полное одобрение, В. И. учредил в Москве товарищество на вере для производства фарфора на заводе, отапливаемом торфом. Свой отчёт он напечатал в 1860 г. в Москве, указав в нём, какие способы добывания торфа наиболее применимы в России.
Преследуя свою мысль о пользе возможно большего ознакомления русских образованных людей с Западной Европой, В. И. издал в Москве в 1858 году «Путевые заметки за границей» — первый опыт на русском языке практического путеводителя по Германии, Швейцарии, Италии, Франции и Голландии. Вместе с тем он, не жалея средств, помогал многим русским молодым людям приобретать высшее образование и путешествовать за границей. К этому же времени, от 1856 до 1863 гг., относится ряд попыток В. И. организовать товарищества для разнообразных культурно-промышленных целей, как, например, для введения в Петербурге «общественных карет», для распространения в России различных сельскохозяйственных улучшений, для разработки на русском юге соли, в видах сокращения ввоза её из-за границы, и т. п. Наиболее крупным из этих предприятий было акционерное общество «Городской Хозяин», устав которого был представлен на утверждение министра Внутренних Дел 30 января 1859 г. и которое имело целью устройство водопроводов, газового освещения и хороших мостовых в 26 главнейших провинциальных городах России.
Освобождение крестьян и введение земских учреждений призвало В. И. к новому и чрезвычайно симпатичному для него труду. Весной 1863 года он был приглашён членом в Губернское по крестьянским делам Присутствие в Самаре, куда В. И. переселился с семьёй, унаследовавшей имения Д. А. Путилова. В 1864 году Чарыков был избран Самарским уездным предводителем дворянства и в этой должности в Самарском уезде открыл первое по времени земское собрание в России. В том же году он был Высочайше утверждён в должности директора Самарского тюремного Комитета, пожалован в камергеры и избран председателем Самарской Уездной Земской Управы. Журналы Самарского Уездного Земского Собрания свидетельствуют о практической энергии, с которой В. И. взялся за осуществление разнообразных задач, возложенных на земство. Сообща с лучшими силами края он положил прочное основание земскому делу в Самарском уезде, в особенности по отношению к народному образованию и медицинской части.
В 1864—1865 гг. избирался Самарским уездным предводителем дворянства и почётным мировым судьёй (1869 г.). До августа 1865 года состоял в должности Самарского уездного предводителя дворянства, с 27 сентября 1865 исправлял должность Самарского губернского предводителя дворянства. 15 июня 1866 года уволен со службы согласно своему желанию.
В числе местных деятелей того времени находился Юрий Федорович Самарин. Работая совместно, В. И., однако, нередко горячо спорил с ним на земских собраниях и расходился во мнениях. В этих разногласиях нельзя не видеть отражения резкой в то время противоположности «западнических» воззрений В. И. Чарыкова и «славянофильских» — Ю. Ф. Самарина. В 1865 году В. И. издал «Список дворян, владеющих землёю в Самарской губернии», явившийся одним из первых опытов провинциальной статистики землевладения. В 1867 году В. И. был назначен Симбирским вице-губернатором и, за болезнью губернатора графа В. В. Орлова-Давыдова, исправлял почти все время его должность, причем заслужил всеобщее уважение, В. И. был руководителем по составлению и изданию «Памятной книжки Симбирской губернии на 1868 год», в 3-х частях, труда, подобного коему по полноте и интересу содержания не появлялось в провинции. В исторической части, после ряда любопытных статей, напечатан текст 3-х жалованных грамот: 1613 г. Баюшу Мурзе Разгильдееву, 1618 г. Князю Баюшу Разгильдееву да Ямашу Мурзе князь Мангушеву с товарищи и 1685 г. стольнику Андрею Ивановичу Анненкову.
В 1869—1875 годы — вятский губернатор. Оказывая зависящее содействие Вятскому земству и улучшая с неуклонной твердостью весьма неприглядное положение Вятской администрации, Чарыков достиг результатов, обративших на себя общее внимание. Вятское земство стало во многих отношениях, и в особенности по народному образованию, во главе прочих земств Империи, а уровень местной администрации заметно повысился. Во время управления Вятской губернией В. И. значительно оживил и расширил деятельность Губернского Статистического Комитета и ввёл ремесленный труд в тюрьмах. Некоторые произведения этого труда получили награду на Московской промышленной выставке 1872 года. Когда возникло Общество, имеющее целью развитие русского торгового мореходства, В. И., принимавший к сердцу нашу отсталость в этом отношении по сравнению с Зап. Европой, выразил своё сочувствие Обществу крупным пожертвованием, в благодарность за которое ему была присуждена золотая медаль.
В 1875—1879 годы — минский губернатор; во время войны 1877—1878 годов заслужил признательность многих командиров частей за содействие по передвижению войск через губернию.
Выйдя в отставку по состоянию здоровья, жил в Крыму, затем в Курске. Умер в Москве 23 февраля 1884 года после продолжительной болезни; похоронен в с. Богдановка Самарского уезда (ныне — Кинельского района Самарской области).

## Избранные труды
В течение всей своей жизни В. И. Чарыков вёл с отличавшей его аккуратностью, о которой сохранилось много своеобразных рассказов, дневник, уцелевший почти полностью. Благодаря родству с семьёй А. Д. Бестужева-Рюмина, он обнародовал известное его «Краткое описание происшествий в столице Москве в 1812 году» в «Чтениях Общества Истории и Древностей Российских» (1859. — Кн. 2). Кроме того, он напечатал под конец своей жизни несколько мелких заметок исторического содержания.
- Заметки о торговых путях в Восточной Сибири // Изв. Рус. геогр. о-ва. — 1850. — Вып. 3.
- О торфяном производстве за границей. — М.: тип. Каткова и К°, 1860. — 2+41 с. (Из «Журнала сельского хозяйства» 1860, № 2 и 3, без перемен).
- Путевые заметки за границею. — М.: тип. И. Чуксина, 1858. — 3+92 с.
- Список г.г. дворян, владеющих землёю в Самарской губернии в 1866 году. — Самара : Губ. тип., 1867. — 135 с.

## Награды
- Орден Святой Анны 3 степени с бантом (1839)
- Орден Святого Станислава 1 степени (1868)
- Орден Святой Анны 1 степени (1871)
- Орден Святого Владимира 2 степени (1873)
- орден Белого Орла

- серебряная медаль в память защиты Севастополя
- бронзовая медаль «В память войны 1853—1856»
- знак отличия за введение в действие Положений 1861 года (утв. 17.04.1863)
- знак отличия (учреждён 13 августа 1865)
- знак отличия «За поземельное устройство государственных крестьян» (учреждён 24 ноября 1866)
- Кавказский крест
- Высочайшее благоволение (1872, 1877, 1878, 1879)

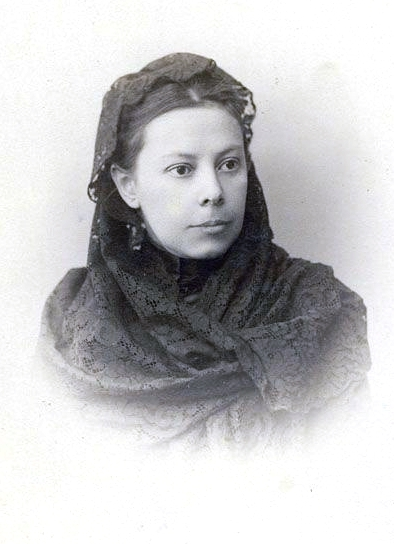
Дочь, Н. В. Михайловская, 1895 год

## Семья
Жена (с 11.7.1851) — Аделаида Дмитриевна (21.1.1834, Самара — 1861), дочь землевладельца Д. А. Путилова (1802—1860) и Ларисы Воиновны (1811 — ?). В семье было 14 детей; в их числе:
- Екатерина (19.7.1853, Самара — 1882), в замужестве Шошина;
- Николай (1855—1930) — дипломат, действительный статский советник, сенатор, чрезвычайный полномочный посол в Турции;
- Аделаида (17.8.1857, Москва — 1921), замужем за Владимиром Евстафьевичем Фридериксом (14.7.1824 — 6.5.1888), во втором браке — за Никандром Александровичем Марксом (1861—1921);
- Надежда (6.6.1859, Москва — 1932; в замужестве Михайловская), замужем (c 22.8.1879) за Николаем Георгиевичем Гариным-Михайловским (1852—1906)[4];
- Ольга (18.1.1861, Москва — 1909), в замужестве Осинская.

24 августа 1864 года род Чарыковых внесён в 6 часть Самарской дворянской родословной книги.

## Память
В музее Севастополя имеются портрет В. И. Чарыкова; особый знак отличия за введение в действие Положения 19 февраля 1861 года; знаки отличия в память успешного введения в действие Положения 26 июня 1863 года о государственных, дворцовых и удельных крестьянах; крест, установленный в память службы на Кавказе.